# Métrique de Minkowski
La métrique de Minkowski est la métrique définissant les propriétés de l'espace-temps de Minkowski. Elle joue un rôle capital dans les  théories de la relativité restreinte et générale car elle contient toute l'information topologique de l'espace-temps global en relativité restreinte, et de l'espace-temps local en relativité générale. Elle est invariante par changement de référentiel galiléen par une transformation de Lorentz.

## Définition
En relativité restreinte, l'espace et le temps sont liés par une constante universelle homogène à une vitesse, notée {\displaystyle c}, qui joue le rôle d'une vitesse limite. Cette constante chronogéométrique qui structure l'espace-temps a une valeur égale à la vitesse de la lumière,. L'espace et le temps forment l'espace-temps à quatre dimensions appelé espace de Minkowski. Dans cet espace on utilise préférentiellement les coordonnées galiléennes, rectangulaires autrement dit rectilignes orthogonales, {\displaystyle (t,x,y,z)}, ou les coordonnées galiléennes réduites {\displaystyle (ct,x,y,z)}, où la multiplication de la coordonnées temporelle par {\displaystyle c} la rend homogène à un espace.
L'intervalle entre deux évènements est un scalaire invariant relativiste ou scalaire de Lorentz appelé métrique de l'espace-temps de Minkowski, dont le carré est défini par la forme (une forme est un polynôme homogène) quadratique :
{\displaystyle (\Delta s)^{2}=\pm [c^{2}(\Delta t)^{2}-(\Delta x)^{2}-(\Delta y)^{2}-(\Delta z)^{2}]}.
où :
- {\displaystyle t} est la coordonnée de temps,
- {\displaystyle x,y,z} sont les trois coordonnées d'espace,
- {\displaystyle c} est la constante chrono-géométrique.
- le signe est affaire de convention

Si les deux événements ont lieu au même endroit dans le référentiel galiléen de l'observateur alors :
{\displaystyle \Delta s^{2}=\pm (c^{2}\Delta \tau ^{2})},
où {\displaystyle \tau } est le temps propre de l'observateur.
Pour deux événements infiniment proches dans l'espace-temps, la métrique de Minkowski est définie par la forme quadratique différentielle,,, :
{\displaystyle \mathrm {d} s^{2}=\pm (c^{2}\mathrm {d} \tau ^{2})=\pm (c^{2}\mathrm {d} t^{2}-\delta _{ij}\mathrm {d} x^{i}\mathrm {d} x^{j})=\pm (c^{2}\mathrm {d} t^{2}-\mathrm {d} x^{2}-\mathrm {d} y^{2}-\mathrm {d} z^{2})},
où :
- {\displaystyle \mathrm {d} \tau } est l'intervalle de temps propre[12] ;
- {\displaystyle \mathrm {d} t} est l'intervalle de temps-coordonnée[12] ;
- {\displaystyle \delta _{ij}} est le symbole de Kronecker[13] qui représente la métrique de l'espace euclidien à trois dimensions en coordonnées cartésiennes[12].

### Signature de la métrique de Minkowski
Si l'on écrit le carré de la métrique sous la forme
{\displaystyle (\Delta s)^{2}=c^{2}(\Delta t)^{2}-(\Delta x)^{2}-(\Delta y)^{2}-(\Delta z)^{2}}
alors la signature de la métrique est {\displaystyle (1,3)}, ou le premier entier indique le nombre de signes positifs, et le second entier le nombre de signes négatifs. On donne souvent la métrique sous sa forme explicite {\displaystyle (+---)}. Si l'on écrit le carré de la métrique sous la forme
{\displaystyle (\Delta s)^{2}=-c^{2}(\Delta t)^{2}+(\Delta x)^{2}+(\Delta y)^{2}+(\Delta z)^{2}}
alors la signature de la métrique est {\displaystyle (3,1)}, ou sous forme explicite {\displaystyle (-+++)}.
La loi d'inertie de Sylvester stipule que la signature est indépendante du système de coordonnées choisi, autrement dit du référentiel galiléen en relativité.

## Approche tensorielle
Plaçons-nous dans la base naturelle du système de coordonnées galiléennes réduites, formée par les vecteurs unitaires tangents aux lignes de coordonnées. Notons {\displaystyle e_{\mu }} les quadrivecteurs de base de la base naturelle. Leurs produits scalaires forment les composantes du tenseur métrique de l'espace-temps pseudo-euclidien de Minkowski. En notation indicielle :
{\displaystyle \eta _{\mu \nu }\equiv e_{\mu }\cdot e_{\nu }}
où :
- l'on utilise la notation habituelle {\displaystyle \eta _{\mu \nu }} pour désigner spécifiquement les composantes du tenseur métrique de l'espace-temps de Minkowski[15] plutôt que la notation d'usage {\displaystyle g_{\mu \nu }} pour les tenseurs métriques
- le produit scalaire, plus précisément appelé quadri-produit scalaire, n'est pas euclidien[14], dans le sens où il n'est pas défini-positif mais "seulement" non dégénéré (condition moins restrictive)
- par symétrie du quadri-produit scalaire le tenseur métrique est symétrique. Il a 4x4=16 composantes, dont 10 sont indépendantes
- le tenseur métrique est diagonal lorsque le système de coordonnées est rectangulaire
- le tenseur métrique est deux fois covariant

Les quadrivecteurs sont invariants par changement de référentiel galiléen (i.e. par changement de coordonnées spatio-temporelles, ou par transformation de Lorentz). Leur norme, leur direction et leur sens ne changent pas, seules leurs composantes changent.
Un quadrivecteur {\displaystyle A} de composantes contravariantes {\displaystyle A^{\mu }}{\displaystyle e_{\mu }} s'écrit, selon la convention de sommation sur les indices répétés d'Albert Einstein :
{\displaystyle A=\sum _{\mu =0}^{3}A^{\mu }e_{\mu }=A^{\mu }e_{\mu }}.
Le quadri-produit scalaire de deux quadrivecteurs {\displaystyle A} et {\displaystyle B} s'écrit :
{\displaystyle A\cdot B\equiv A^{\mu }e_{\mu }\cdot B^{\nu }e_{\nu }=A^{\mu }B^{\nu }\eta _{\mu \nu }}
Le quadri-produit scalaire d'un quadrivecteur avec lui-même donne le carré de sa pseudo-norme (qui est donc un invariant ou scalaire de Lorentz):
{\displaystyle A\cdot A=A^{\mu }e_{\mu }\cdot A^{\nu }e_{\nu }=A^{\mu }A^{\nu }\eta _{\mu \nu }=A^{\mu }A_{\mu }=\|A\|^{2}}
Le vecteur position, appelé quadrivecteur position ou vecteur d'univers, a pour expression :
{\displaystyle X=x^{\mu }e_{\mu }}
Ses composantes contravariantes s'écrivent :
{\displaystyle x^{\mu }=(x^{0},x^{1},x^{2},x^{3})=(x^{0},x^{i})=(ct,{\vec {x}})}
où :
- l'indice latin varie de 1 à 3
- {\displaystyle {\vec {x}}} est le trivecteur position de la mécanique classique

Le carré de sa pseudo-norme est le carré de la métrique de l'espace-temps de Minkowski :
{\displaystyle X\cdot X=x^{\mu }e_{\mu }\cdot x^{\nu }e_{\nu }=x^{\mu }x^{\nu }\eta _{\mu \nu }=\pm [(x^{0})^{2}-(x^{1})^{2}-(x^{2})^{2}-(x^{3})^{2}]=\pm (c^{2}t^{2}-x^{2}-y^{2}-z^{2})}

### Signature de la métrique de Minkowski
Dans le premier cas, si l'on conserve le signe positif, le carré de la pseudo-norme des vecteurs de base de la base naturelle ont pour expression {\displaystyle e_{\mu }^{2}=\{1} si {\displaystyle \mu =0} et {\displaystyle -1} si {\displaystyle \mu =1,2,3\}}. Le tenseur métrique s'écrit alors en notation matricielle :
{\displaystyle \eta _{\mu \nu }={\begin{pmatrix}1&0&0&0\\0&-1&0&0\\0&0&-1&0\\0&0&0&-1\end{pmatrix}}}.
Il a pour signature {\displaystyle (+---)}.
Dans la seconde convention de signe, si l'on garde le signe négatif, le tenseur métrique s'écrit :
{\displaystyle \eta _{\mu \nu }={\begin{pmatrix}-1&0&0&0\\0&1&0&0\\0&0&1&0\\0&0&0&1\end{pmatrix}}}.
Il a pour signature {\displaystyle (-+++)}.

## Propriétés
Pour une signature {\displaystyle (+---)}, la forme quadratique {\displaystyle Q({\widetilde {x}})={\widetilde {x}}\cdot {\widetilde {x}}={\widetilde {x}}^{2}} est de genre temps lorsque {\displaystyle {\widetilde {x}}^{2}>0}, de genre lumière lorsque {\displaystyle {\widetilde {x}}^{2}=0} et de genre espace lorsque {\displaystyle {\widetilde {x}}^{2}<0}. Cette classification est invariante par changement de référentiel galiléen.
Il est à noter qu'en relativité générale, toute métrique peut être remplacée par la métrique de Minkowski dans un système de coordonnées géodésiques locales (au voisinage infinitésimal d'un événement). L'espace-temps de Minkowski est l'espace osculateur (tangent à l'ordre deux) à la variété riemannienne qui modélise l'espace-temps courbe de la relativité générale.
Le tenseur métrique {\displaystyle \eta _{\mu \nu }} et son inverse {\displaystyle \eta ^{\mu \nu }} coïncident :
{\displaystyle \eta _{\mu \nu }=(\eta _{\mu \nu })^{-1}=\eta ^{\mu \nu }}
et
{\displaystyle \eta ^{\mu \nu }\eta _{\mu \nu }=4}.